# ثاون الأزميري
ثَاوُن الأزميري (ازدهر في بداية القرن الثاني بعد الميلاد) هو فيلسوف أفلاطوني ورياضي وفلكي.
أهم آثاره: «عرض الأمور الرياضية المفيدة في قراءة أفلاطون» - وقيمة الكتاب ترجع إلى النقول العديدة التي أوردها الأزميري عن مصادر قديمة مفقودة.